# 神風正一
神風 正一（かみかぜ しょういち、1921年10月19日 - 1990年5月15日）は、香川県大川郡三本松町（のちの東かがわ市）出身で二所ノ関部屋に所属した大相撲力士。相撲解説者。本名は赤沢 正一（あかざわ しょういち）。最高位は東関脇。身長179cm、体重98kg。得意手は左四つ、上手投げ、外掛け。

## 来歴
小学校時代は朝日新聞社の健康優良児に選ばれたという経歴をもち、運動神経抜群にして頭脳明晰、噂を聞きつけた横綱玉錦の熱心な勧誘に折れて1937年（昭和12年）5月場所に初土俵を踏む。福住（のちの玉乃海）と同期だった。入門に当たって玉錦には「勉強がしたければ大学だって行かせてやる」とも言われていたが、その玉錦の死後流石に大学は諦めた。1937年、旧制東京市立上野中学校(のちの東京都立上野高等学校)卒業。
1939年（昭和14年）には稽古中に右足の外踝と内踝を同時に折るという重傷を負い、主治医から切断必至と診断される程だったが奇跡的に回復、負傷前に93kgあった体重が退院時には60kgまで落ちたが、遅れを取り戻さんと猛稽古をしたのが功を奏し、回復後は好成績が続いて順調に出世し、1942年（昭和17年）1月場所、20歳で新入幕。同時に入幕した輝昇・若瀬川とともに若手として期待され、突っ張りを交えた颯爽とした取り口で関脇まで昇進した。顔の合った横綱は全て破っているが、1950年（昭和25年）1月場所、前頭2枚目で2横綱、1大関を倒して9勝6敗の成績をあげながら、翌場所前頭筆頭に止められた（この時は東筆頭で不戦勝を含む8勝7敗だった出羽錦が小結になった）不公平さに失望し、番付面の不満を理由に翌場所突如引退、年寄・片男波を襲名したがまもなく廃業した。断髪式は郷里の香川県で開催された。
その後は大阪で洋食店「グリル神風」を経営したのち、大相撲中継が開始した1953年5月場所から1987年5月場所（テレビでの解説は1986年3月場所で勇退）までNHKの相撲解説者として、玉の海梅吉と共に活躍し、なかなかの美声と歯切れの良い語り口で解説し、独特の語り口で人気を博した。指摘した戦法通りの結果となることも多く、「神風さんの仰ったとおり」とアナウンスされることもしばしばあるほど。力士の動きをわかりやすく話し、相撲人気の一翼を担った。雑誌『相撲』でも「神風正一の得意技問答」という、現役力士と技術論を交わす対談を長く掲載していた。文芸評論家小林秀雄は神風解説のファンで『神風の解説こそほんとうの解説だ、表も裏も知り尽くして云々』と絶賛していたという。
なお、神風の四股名の由来は、朝日新聞社が所有した長距離飛行機（「神風号」）の名前からとったものである。そのため戦争中に〈神風特別攻撃隊〉が生まれると軍部から「不敬である」と非難されて謹慎処分を受けたが、双葉山の取りなしによって直後の1945年6月場所には間に合った。それに配慮してその6月場所と翌11月場所に限って二所ノ関部屋ゆかりの海山 太郎のしこ名を名乗った。
講道館機関誌『柔道』1948年5月号で、玉嶺生は、神風の上手投げは柔道の跳腰の様な技がたまに見られ、宙天高く相手がすっ飛んだ、と述べている。
解説引退後の1987年（昭和62年）には、日本相撲協会の協力を得て大相撲の著書（『神風一代―わたしの昭和相撲小史』）を出版した。1990年5月15日、肺炎のため死去。68歳没。

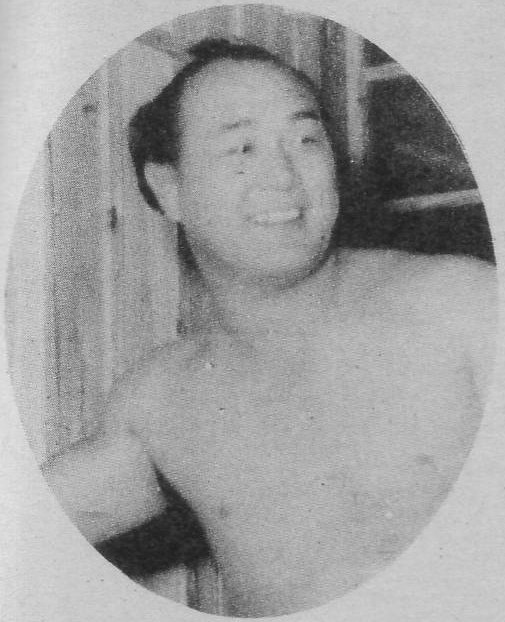
現役時代の神風

## 主な成績
- 通算成績：172勝123敗1痛分20休 勝率.583
- 幕内成績：121勝101敗1痛分18休 勝率.545
- 現役在位：28場所
- 幕内在位：19場所
- 三役在位：9場所（関脇4場所、小結5場所）
- 優勝旗手：1回
- 三賞：1回
  - 技能賞：1回（1948年10月場所）
- 金星：6個（安藝ノ海2個、照國1個、前田山1個、羽黒山1個、東富士1個）ちなみに、当時（1950年）の最高記録であった。
- 各段優勝
  - 幕下優勝：1回 (1940年5月場所)

### 場所別成績
| 1937年 （昭和12年） | x                  | （前相撲）            | x                  |
| 1938年 （昭和13年） | 東序ノ口9枚目 5–2  | 東序二段4枚目 1–4–2   | x                  |
| 1939年 （昭和14年） | 東序二段20枚目 5–2 | 西三段目19枚目 6–2    | x                  |
| 1940年 （昭和15年） | 東幕下38枚目 7–1   | 東幕下7枚目 優勝 7–1  | x                  |
| 1941年 （昭和16年） | 東十両7枚目 9–6    | 西十両2枚目 11–4      | x                  |
| 1942年 （昭和17年） | 東前頭18枚目 11–4  | 東前頭6枚目 7–8       | x                  |
| 1943年 （昭和18年） | 西前頭5枚目 9–6    | 東前頭筆頭 5–10 ★     | x                  |
| 1944年 （昭和19年） | 西前頭4枚目 11–4   | 東小結 8–2 旗手       | 東張出関脇 5–5     |
| 1945年 （昭和20年） | x                  | 西張出小結 2–5        | 西前頭4枚目 5–5 ★  |
| 1946年 （昭和21年） | x                  | x                     | 西小結 7–6         |
| 1947年 （昭和22年） | x                  | 東関脇 7–3            | 東関脇 1–5–5       |
| 1948年 （昭和23年） | x                  | 西前頭6枚目 8–3       | 東前頭筆頭 7–4 技★ |
| 1949年 （昭和24年） | 東小結 7–5 1痛分   | 東小結 8–7            | 西関脇 4–7–4       |
| 1950年 （昭和25年） | 東前頭2枚目 9–6 ★  | 西前頭筆頭 引退 0–6–9 | x                  |
| 各欄の数字は、「勝ち-負け-休場」を示す。 優勝 引退 休場 十両 幕下 三賞：敢=敢闘賞、殊=殊勲賞、技=技能賞 その他：★=金星 番付階級：幕内 - 十両 - 幕下 - 三段目 - 序二段 - 序ノ口 幕内序列：横綱 - 大関 - 関脇 - 小結 - 前頭（「#数字」は各位内の序列） |                    |                       |                    |

### 幕内対戦成績
| 力士名   | 勝数 | 負数 | 力士名 | 勝数 | 負数  | 力士名 | 勝数 | 負数 | 力士名 | 勝数 | 負数 |
| -------- | ---- | ---- | ------ | ---- | ----- | ------ | ---- | ---- | ------ | ---- | ---- |
| 安藝ノ海 | 2    | 4    | 東冨士 | 1    | 10※   | 綾昇   | 2    | 0    | 綾若   | 1    | 0    |
| 五ツ海   | 4    | 4    | 大内山 | 1    | 1     | 大起   | 1    | 0    | 大ノ森 | 2    | 0    |
| 鏡里     | 4    | 0    | 笠置山 | 5    | 1     | 鹿嶋洋 | 5    | 1    | 九州山 | 2    | 0    |
| 清美川   | 4    | 0    | 国登   | 1    | 0     | 高津山 | 0    | 2    | 相模川 | 3    | 5    |
| 櫻錦     | 4    | 6    | 汐ノ海 | 10   | 6     | 清水川 | 1    | 0    | 鯱ノ里 | 1    | 0    |
| 信州山   | 1    | 0    | 神東山 | 2    | 1     | 駿河海 | 1    | 0    | 武ノ里 | 2    | 0    |
| 千代ノ山 | 1    | 8(1) | 照國   | 2    | 11(1) | 輝昇   | 0    | 1(1) | 出羽錦 | 2    | 3    |
| 出羽湊   | 2    | 2    | 栃錦   | 1    | 1     | 豊嶋   | 2    | 5    | 名寄岩 | 2    | 0    |
| 羽黒山   | 1    | 3    | 羽嶋山 | 3    | 2     | 肥州山 | 4    | 2    | 備州山 | 4    | 1    |
| 広瀬川   | 2    | 0    | 藤ノ里 | 1    | 0     | 二瀬川 | 2    | 1    | 不動岩 | 1    | 0    |
| 前田山   | 6    | 3    | 増位山 | 3    | 7     | 松ノ里 | 2    | 2    | 三根山 | 1    | 2    |
| 陸奥ノ里 | 1    | 1    | 八方山 | 3    | 1     | 倭岩   | 1    | 0    | 大和錦 | 1    | 1    |
| 吉葉山   | 4    | 1    | 若瀬川 | 6    | 1     |        |      |      |        |      |      |

※他に東冨士と痛分が1つある。

## 改名歴
- 神風 正一（かみかぜ しょういち）1938年1月場所 - 1944年11月場所
- 海山 太郎（かいざん たろう）1945年6月場所 - 1945年11月場所
- 神風 正一（かみかぜ しょういち）1946年11月場所 - 1950年5月場所

## 年寄変遷
- 片男波 正一（かたおなみ しょういち）1950年5月 - 1952年9月（廃業）